# Maynard (Arkansas)
Maynard é uma cidade  localizada no estado americano de Arkansas, no Condado de Randolph.

## Demografia
Segundo o censo americano de 2000, a sua população era de 381 habitantes.
Em 2006, foi estimada uma população de 363, um decréscimo de 18 (-4.7%).

## Geografia
De acordo com o United States Census Bureau, a localidade tem uma área de 2,9 km², sem área coberta por água. Maynard localiza-se a aproximadamente 93 m acima do nível do mar.

## Localidades na vizinhança
O diagrama seguinte representa as localidades num raio de 24 km ao redor de Maynard.